# Roeland Schaftenaar
Roeland Schaftenaar (29 juli 1988) is een Nederlands betaald basketballer. Hij is de zoon van Philip Schaftenaar een voormalige professionele basketballer die in de jaren tachtig onder andere bij BC Markt Utrecht en Elmex Leiden in de eredivisie speelde.
Sinds 2010 is Schaftenaar als prof actief: in Spanje en Griekenland op verschillende niveaus. In 2022 tekende hij bij ZZ Leiden een contract voor één seizoen vlak na het EK basketbal in september. Zijn oudste broer Frank speelde eerder ook voor ZZ Leiden toen die club in 2006 terugkeerde op het hoogste niveau in Nederland. Zijn jongere broer Olaf is ook prof en speelde voor Zwolle ook in Spanje en nu voor Donar Groningen.

## Nationaal team
Schaftenaar debuteerde in 2010 voor Nederland. In 2014 maakte hij deel uit van de selectie die voor het eerst in 25 jaar een plek op een EK afdwong. Hij was topscorer voor het team met 11.3 punten per wedstrijd.